# Panormos
Panormos (în greacă Πάνορμος, transliterat: Panormos) este un oraș de pe insula Kalymnos din Arhipelagul Dodecanez, Republica Elenă.

## Geografie
Orașul se află la o altitudine de 40 m deasupra nivelului mării. Este așezat pe partea de vest a insulei, pe malul Golfului Linaria.